# Objectif Lune
Objectif Lune (Objectivo Lua ou Rumo à Lua, como editado em português) é o décimo sexto álbum da série de banda desenhada franco-belga As aventuras de Tintim, produzida pelo belga Hergé. A história foi publicada semanalmente pela Revista Tintin de março a setembro de 1950 e republicado no formato álbum pela Casterman em 1953. A história mostra o jovem jornalista belga Tintim, o seu cão Milu  e seu amigo Capitão Haddock que recebem um convite do Professor Girassol para ir à Sildávia, onde a Girassol está trabalhando em um projeto altamente secreto em uma instalação governamental segura para planejar uma missão tripulada à Lua.
Desenvolvido em parte pelas sugestões dos amigos de Hergé, Bernard Heuvelmans e Jacques Van Melkebeke, Objectif Lune foi produzido após a extensa pesquisa de Hergé sobre a possibilidade de viagens espaciais humanas - um feito que ainda não havia sido alcançado - com o cartunista procurando que o trabalho fosse realizado fosse tão realista quanto possível. Durante a publicação da história, Hergé fundou a Studios Hergé, uma equipe de cartunistas de Bruxelas para ajudá-lo no projeto. Hergé concluiu o arco da história iniciado neste volume em On a marché sur la Lune, enquanto a própria série se tornou uma parte definidora da tradição da banda desenhada franco-belga. Os críticos elogiaram o detalhe ilustrativo do álbum, mas expressaram visões mistas da narrativa. A história foi adaptada tanto para a série televisiva Les aventures de Tintin, d'après Hergé da Belvision Studios e 1957, quanto para a As Aventuras de Tintim dos estúdios Ellipse Animation e Nelvana de 1991.

## Enredo
A história começa quando Tintim e o capitão Haddock voltam de uma de suas aventuras ao país do Ouro Negro à procura do professor Girassol, contudo são informados que este, acompanhado de um homem misterioso, viajara para um paradeiro desconhecido. O professor Girassol manda um telegrama avisando que está na Sildávia fazendo uma pesquisa e convida Tintim e o capitão a juntar-se a ele.
Logo que chegam no aeroporto de Klow, na Sildávia. Estavam sendo esperados por um chofer e Haddock e Tintim são levados para uma base militar isolada. Lá, acham o professor Girassol dando os últimos retoques num foguete atômico.
O professor Girassol convida Tintim e o capitão Haddock para acompanhá-lo nessa aventura rumo à Lua. Primeiro ambos hesitam em consentir o convite, porém logo aceitam o desafio. Nem é preciso dizer que Dupond e Dupont aparecem desastradamente para cuidar da segurança dos três. Enquanto isso, agentes de uma potência inimiga fazem de tudo para roubar o projeto e sabotar a expedição sildava.
Os personagens passam por uma série de obstáculos ao longo da história, como quando o professor Girassol vai testar o foguete mandando-o para a órbita lunar e descobrem que o sistema está sendo raqueado por um intruso, que quer roubar as informações confidencias do foguete, o professor é obrigado a explodir o foguete. Outro contratempo é quando o professor Girassol perde a memória, porque bateu forte com a cabeça, botando toda a operação do foguete em risco, e o capitão precisa enfurecé-lo para o fazer relembrar.
Ao encerrar o livro, o capitão, Tintim e Girassol embarcam na nave itinerário à Lua.

## Personagens
Tintim: Jovem que gosta de aventuras;
Haddock: Era um capitão e ajuda Tintim em sua viagem;
Girassol: Amigo de Tintim, era um professor que trabalhava em experimentos científicos e constrói um foguete;
Milu: Cachorro e fiel companheiro de Tintim. Acompanhá-o em suas aventunras;
Dupont e Dupond: São dois homens muito parecidos, porém, não são irmãos (o bigode é o elemento que possibilita sua diferenciação). Atrapalhados, ajudam Tintim e seus companheiros em suas aventuras.

## Adaptações
Objectif Lune é uma das aventuras de Tintin que foram adaptadas para a primeira série animada de Tintin, Les aventures de Tintin, d'après Hergé pelo estúdio belga Belvision em 1957, dirigido por Ray Goossens e escrito por Michel Greg, ele mesmo um cartunista conhecido que em anos posteriores se tornaria editor-chefe da revista Tintim.
Em 1991, Objectif Lune foi adaptado para um episódio da série de televisão As Aventuras de Tintim, do estúdio francês Ellipse Animation e o canadense Nelvana. Dirigido por Stéphane Bernasconi, o personagem de Tintin teve a voz de Thierry Wermuth. Objectif Lune foi a décima quarta história adaptada na série, sendo dividida em dois episódios de vinte minutos. Dirigida por Stéphane Bernasconi, os críticos elogiaram a série por ser "geralmente fiel", com composições tendo sido tiradas diretamente dos quadrinhos originais.